# Траян (Бреїла)
Траян (рум. Traian) — село у повіті Бреїла в Румунії. Входить до складу комуни Траян.
Село розташоване на відстані 153 км на північний схід від Бухареста, 19 км на південний захід від Бреїли, 133 км на північний захід від Констанци, 35 км на південний захід від Галаца.

## Населення
За даними перепису населення 2002 року у селі проживали 1182 особи. Усі жителі села рідною мовою назвали румунську.
Національний склад населення села:
| Національність | Кількість осіб | Відсоток |
| -------------- | -------------- | -------- |
| румуни         | 1168           | 98,8%    |
| цигани         | 14             | 1,2%     |